# The Warriors (joc video)
The Warriors este un joc video de acțiune beat 'em up dezvoltat de Rockstar Toronto și publicat de Rockstar Games. Lansat inițial pe 17 octombrie 2005 pentru PlayStation 2 și Xbox, jocul se bazează pe filmul cult din 1979 regizat de Walter Hill, care la rândul său este inspirat de romanul omonim din 1965 scris de Sol Yurick. The Warriors îmbină elemente de acțiune, strategie și aventură, oferind o experiență imersivă într-un univers urban violent și stilizat.

## Povestea

### Fundal și tematică
Acțiunea jocului The Warriors are loc în New York City, la sfârșitul anilor 1970, într-un mediu dominat de bande rivale. Povestea urmărește banda de stradă cunoscută sub numele de "The Warriors" care, după ce sunt acuzați pe nedrept de uciderea liderului unei bande rivale, trebuie să traverseze orașul pentru a ajunge în siguranță în cartierul lor, Coney Island.

### Personaje principale
- Cleon: Liderul bandei Warriors, un lider respectat și strategic.
- Swan: Second-in-command, devine lider după capturarea lui Cleon.
- Ajax: Un membru dur și impulsiv al bandei.
- Vermin: Un membru de încredere al bandei, cunoscut pentru umorul său.
- Cochise: Un membru mândru și curajos al bandei.
- Rembrandt: Artistul grupului, responsabil pentru grafitti-ul bandei.
- Snow: Un luptător loial și eficient.
- Fox: Informatorul și strategul bandei.

### Intriga principală
Jocul începe cu recrutarea și formarea inițială a bandei Warriors, oferind jucătorilor un fundal detaliat asupra modului în care fiecare membru a devenit parte a grupului. Povestea progresează apoi către întâlnirea crucială organizată de Cyrus, liderul bandei Gramercy Riffs, care vrea să unească toate bandele din oraș. În timpul întâlnirii, Cyrus este împușcat de Luther, liderul Rogues, care apoi învinuiește Warriors pentru crimă. De aici, Warriors trebuie să se întoarcă la Coney Island, trecând prin teritoriile ostile ale altor bande, fiecare confruntare aducându-i mai aproape de casă.

## Gameplay

### Mecanici de bază
The Warriors este un joc beat 'em up de tip third-person, în care jucătorii controlează diferiți membri ai bandei Warriors pe parcursul misiunilor. Jocul se concentrează pe lupte corp la corp, utilizarea de arme improvizate și strategii de supraviețuire urbană. Jucătorii pot efectua diverse acțiuni, cum ar fi spargerea magazinelor pentru provizii, marcarea teritoriului cu graffiti și adunarea resurselor.

### Lupte și abilități
Luptele sunt o componentă centrală a jocului. Fiecare personaj are un set unic de mișcări și abilități, permițându-le jucătorilor să experimenteze diferite stiluri de luptă. Sistemul de lupte include atacuri de bază, combo-uri, atacuri speciale și utilizarea obiectelor din mediul înconjurător ca arme. Jucătorii pot, de asemenea, să coopereze cu alți membri ai bandei pentru a efectua atacuri în echipă.

### Misiuni și obiective
Jocul este structurat în misiuni care progresează povestea principală, dar include și misiuni secundare și activități opționale. Misiunile principale implică adesea confruntări cu alte bande, evadări dramatice și navigarea prin cartiere periculoase. Misiunile secundare pot include activități precum vandalizarea proprietăților inamice, furtul de obiecte valoroase și recrutarea de noi membri.

## Dezvoltare

### Istoricul dezvoltării
Dezvoltarea jocului The Warriors a început în 2002, fiind condusă de Rockstar Toronto sub supravegherea generală a Rockstar Games. Dezvoltatorii au colaborat strâns cu regizorul Walter Hill și cu producătorii filmului pentru a asigura fidelitatea față de materialul sursă. Jocul a folosit motorul grafic RenderWare, care a permis o prezentare vizuală detaliată și fluide a acțiunii.

### Design și influențe
Designul artistic al jocului a fost influențat puternic de stilul vizual al filmului original. Echipa de dezvoltare a recreat cu fidelitate locurile iconice din New York City, cum ar fi Coney Island, Bronx și Manhattan. Atmosfera sumbră și realistă a fost realizată prin utilizarea de efecte de iluminare și texturi detaliate. Muzica jocului a fost compusă pentru a reflecta epoca și stilul urban al anilor 1970, incluzând atât compoziții originale, cât și melodii licențiate din acea perioadă.

## Recepție și impact

### Recenzii critice
The Warriors a primit recenzii pozitive din partea criticilor, fiind lăudat pentru fidelitatea sa față de film, mecanicile de luptă captivante și atmosfera autentică. Criticii au apreciat în special modul în care jocul a extins povestea și universul filmului, oferind jucătorilor o experiență imersivă.

### Premii și nominalizări
Jocul a primit numeroase premii și nominalizări, inclusiv recunoaștere pentru designul său artistic, gameplay-ul inovativ și adaptarea excelentă a materialului sursă. The Warriors a fost nominalizat la diverse categorii la premiile anuale ale industriei jocurilor video.

### Vânzări
The Warriors a avut succes comercial, vânzându-se în milioane de exemplare la nivel global. Popularitatea jocului a contribuit la revitalizarea interesului pentru filmul original și a consolidat reputația Rockstar Games ca dezvoltator de jocuri de înaltă calitate.

## Moștenire și influență

### Impact cultural
The Warriors a avut un impact semnificativ asupra culturii pop și a genului beat 'em up. Jocul a influențat numeroase titluri ulterioare, fiind recunoscut pentru abordarea sa inovativă a mecanicilor de luptă și pentru fidelitatea sa față de materialul sursă. The Warriors este adesea citat ca un exemplu de succes al unei adaptări de film în joc video.

### Adaptări și continuări
Deși nu a existat o continuare directă a jocului, The Warriors a inspirat o serie de adaptări și produse conexe, inclusiv benzi desenate, articole de îmbrăcăminte și alte produse media. Popularitatea durabilă a jocului a menținut interesul pentru universul The Warriors viu în rândul fanilor.
The Warriors rămâne un titlu emblematic în portofoliul Rockstar Games, apreciat pentru combinația sa de acțiune intensă, poveste captivantă și atmosferă autentică. De la lansarea sa inițială, jocul a continuat să atragă noi generații de jucători și să inspire dezvoltatori de jocuri video din întreaga lume. Cu o moștenire durabilă și o influență semnificativă asupra genului beat 'em up, The Warriors își păstrează locul de onoare în istoria jocurilor video.